# Förmyndare
En förmyndare företräder en omyndig person i rättsliga sammanhang. Det vanligaste exemplet är att föräldrar vanligen fungerar som sina omyndiga barns förmyndare. Det kan även röra sig om en ärftlig position som erhålls innan mottagaren blivit myndig. En regent som ännu inte är myndig har historiskt ibland erhållit förmyndare, ofta i form av ett råd.
Förmyndarskap regleras i Sverige i 10 kap Föräldrabalken.
Sedan omyndighetsförklaring avskaffats i Sverige år 1989, är underåriga barn de enda som har förmyndare. Vanligen är ett barns vårdnadshavare även förmyndare. Om barnets vårdnadshavare själva är underåriga eller har förvaltare ska dock en särskild förmyndare för barnet utses av tingsrätten. Om ett barn har mer än en vårdnadshavare, räcker det med att en även är förmyndare; rätten utser då ej en ytterligare förmyndare.
För underåriga syskon skall samma person utses till förmyndare, om inte särskilda skäl talar mot det. Ska efter föräldrarnas död förmyndare förordnas för en underårig och har föräldrarna gett till känna vem de önskar till förmyndare, ska denna person förordnas om det inte är olämpligt.
En förmyndare har rätt att på begäran bli entledigad från förmynderskapet. En förmyndare ska entledigas, om förmyndaren gör sig skyldig till missbruk eller försummelse eller om förmyndaren av någon annan orsak inte längre är lämplig som förmyndare.
Det som, för en vuxen, tidigare hette förmyndare heter numera god man eller förvaltare.

## Förmyndarskap för äldre personer som inte är beslutskompetenta
Ett förmyndarskap för en äldre person som är oförmögen att ta hand om sig själv uppstår vanligtvis när någon fastställer att en äldre person har blivit oförmögen att ta hand om sin person och/eller egendom på egen hand. Faktum är att majoriteten av de avsedda avdelningarna var äldre (Ms = 76-82 år), varav många bodde på vårdinstitutioner och hade diagnostiserats med neurologiska sjukdomar som demens. Vanligtvis leder den utlösande händelsen till att en yrkesverksam, familjemedlem, vårdgivare eller präst inleder ett förmyndarskapsförfarande. Även om förmyndarskap är avsett att skydda och stödja äldre personer som inte kan ta hand om sig själva eller klara av sitt dagliga liv på egen hand, leder förmyndarskap ibland till ekonomiskt utnyttjande av myndlingarna.

## Förmyndarskap för minderåriga
De flesta jurisdiktioner erkänner att ett barns föräldrar är barnets naturliga förmyndare och att föräldrarna kan utse någon att bli barnets förmyndare i händelse av dödsfall, vanligtvis med domstolens godkännande. Tillfällig vårdnad utanför domstol är ett arrangemang där en förmyndare har befogenhet att ta hand om en annan persons barn, vanligtvis på tillfällig basis. Denna typ av förmyndarskap innebär inte att man behöver gå till domstol och kan organiseras med eller utan föräldrarnas samtycke. Domstolen kan utse en förmyndare för en minderårig om den minderårigas föräldrar är funktionshindrade eller avlidna, eller om den minderårigas föräldrar inte på ett tillfredsställande sätt kan sörja för sitt barns säkerhet och välbefinnande. Om en icke-förälder utses till vårdnadshavare kommer domstolen att avgöra hur utnämningen kommer att påverka förälderns föräldrarättigheter (tex. fastställande av besöksscheman).